# Arripidae
Arripidae é uma família de peixes da subordem Percoidei, superfamília Percoidea.

## Espécies
- Arripis georgianus (Valenciennes in Cuvier e Valenciennes, 1831)
- Arripis trutta (Forster in Bloch e Schneider, 1801)
- Arripis truttacea (Cuvier in Cuvier e Valenciennes, 1829)
- Arripis xylabion Paulin, 1993